# Burg Burrach
Die Burg Burrach ist eine abgegangene Höhenburg in der Gemeinde Wald im Landkreis Sigmaringen in Baden-Württemberg, Deutschland.

## Lage
Die einstige Burg Burrach ist im Wald am so genannten Burrauberg gelegen, rund 300 Meter nördlich der heute noch vorhandenen und als Wohnhaus genutzten Burraumühle. Das auf rund 650 m ü. NN liegende Gelände befindet sich in abschüssiger Hanglage zu einem verlandeten Fischweiher. Der Burraubach genannte Zufluss des Kehlbachs verläuft unterhalb dieses Waldstücks.

## Geschichte

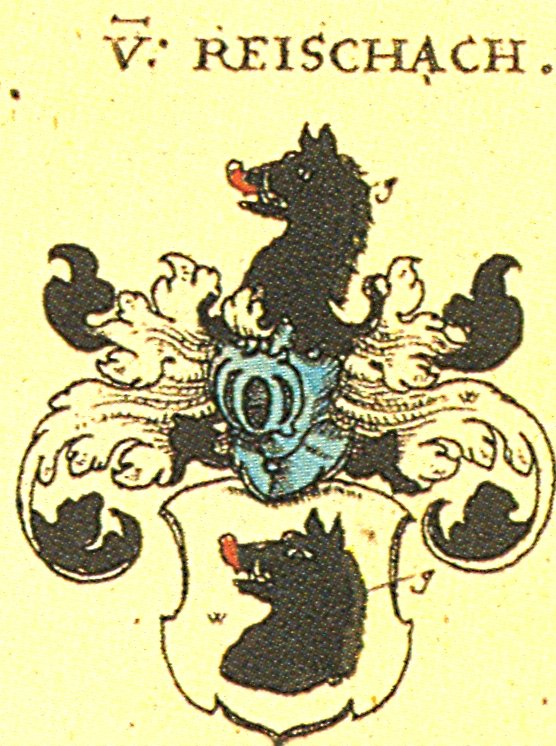
Wappen der Herren von Reischach. Aus Siebmachers Wappenbuch von 1605

Über ihre Erbauer ist nichts bekannt, jedoch wird die Burg Burrach als der Sitz der Herren von Reischach gehandelt. Der Ortsname „Reischach“, heute ein Ortsteil von Wald, erinnert noch an die einstigen Burgherren, die ihre Besitzungen dem Kloster Wald zum Lehen gemacht haben. Nach der Aufgabe der Burg wurde diese geschleift, bereits 1241 wird die Burg als Burgstall bezeichnet.

## Anlage
Von der abgegangenen Burganlage fanden sich in den 1930er Jahren bei Waldarbeiten noch vereinzelte Steine. Der Großteil des ursprünglichen Materials diente vermutlich dem Ausbau des nahe gelegenen Klosters in Wald.